# فرانس دي مولدر
فرانس دي مولدر (مواليد 17 ديسمبر 1937 - الوفاة 05 مارس 2001) كان دراج بلجيكي في صنف سباق الدراجات على الطريق.

## سباقات أو مراحل فاز بها
- طواف إسبانيا

## روابط خارجية
- فرانس دي مولدر على موقع أرشيف الدراجات (الإنجليزية)
- فرانس دي مولدر على موقع إحصائيات الدراجات الإحترافية (الإنجليزية)
- فرانس دي مولدر على موقع CycleBase (الإنجليزية)